# Alexander Agassiz
Alexander Emanuel Rodolphe Agassiz (Neuchâtel, Suiza, 17 de diciembre de 1835 - Océano Atlántico, 27 de marzo de 1910) fue un ingeniero de minas, oceanógrafo y zoólogo marino estadounidense de origen suizo.
Fue hijo de Louis Agassiz, emigró en 1849 a los Estados Unidos, donde coordinó un significativo trabajo zoológico sobre equinodermos, como las estrellas de mar. Desarrolló y supervisó lo que se volvería la mina de cobre más prominente del mundo, ubicada en Calumet, Míchigan; mientras mejoraba las condiciones de trabajo para los mineros.
Se dedicó también al estudio de los arrecifes de coral. Las observaciones que hizo sobre un viaje de 1875 a la costa oeste de Sudamérica, le indujeron a poner en duda la teoría de Charles Darwin relativa a la formación de los arrecifes de coral.
Falleció a bordo del RMS Adriatic viajando de Southampton a Nueva York.

## Publicaciones
- Agassiz, Alexander (1863). List of the Echinoderms 1. Bull. of the Museum of Comparative Zoology. pp. 17-28. OCLC 36956837.
- On the embryology of echinoderms. In: Mem. Ann. Acad. Arts and Sci. Vol.9, 1864 doi:10.5962/bhl.title.11350

- con E. C. Agassiz. Seaside Studies in Natural History., Boston J.R. Osgood & Co. 1865

- Agassiz, Alexander; Agassiz, Elizabeth Cary (1865). Seaside Studies in Natural History. Boston: Ticknor and Fields. OCLC 6831649.
- Agassiz, Alexander (1865). Contributions to the Natural History of the United States of America. Volume III. Boston; London: Little, Borwn & Co. Trübner & Co. OCLC 133105996. Archivado desde el original el 10 de abril de 2008. Consultado el 5 de marzo de 2008.

- North American Acephalae. Cambridge 1865 doi:10.5962/bhl.title.40081 doi:10.5962/bhl.title.1837 doi:10.5962/bhl.title.11629

- Embryology of the starfish. Boston 1865 doi:10.5962/bhl.title.62277

- Agassiz, Alexander (1872). Revision of the Echini. Cambridge: Cambridge University Press. OCLC 15541842.

- Agassiz, Alexander (1876). «Explorations of Lake Titicaca». Bull. of the Museum of Comparative Zoology (Cambridge) 3: 279-286. OCLC 81353205.

- Agassiz, Alexander (1877). North American Starfishes. Cambridge: University Press. OCLC 24040786.

- Agassiz, Alexander (1881). Report on the Challenger Expedition. Londres: Printed for H.M.S.O. OCLC 182880731.

- The Porpitidæ and Velellidæ. Cambridge 1883 doi:10.5962/bhl.title.15857

- Report on the Echini. Cambridge 1883 doi:10.5962/bhl.title.15905

- Selections from embryological monographs: Crustacea, vol. 3: Acalephs and polyps, Cambridge, 1884

- Agassiz, Alexander (1886). Three Cruises of the Blake. Cambridge: Wilson. OCLC 22024684.

- Medusæ. Cambridge 1902 doi:10.5962/bhl.title.41325

- Preliminary report and list of stations. Cambridge 1902 doi:10.5962/bhl.title.48599

- Agassiz, Alexander (1903). The Coral reefs of the Tropical Pacific. Cambridge: University Press. OCLC 62552109.

- Agassiz, Alexander (1903). Coral Reefs of the Maldives. Cambridge: University Press. OCLC 29568734. Archivado desde el original el 25 de octubre de 2008. Consultado el 5 de marzo de 2008.

- The coral reefs of the tropical Pacific. Cambridge 1903 doi:10.5962/bhl.title.41332 doi:10.5962/bhl.title.46252

- Agassiz, Alexander (1904). Panamic Deep Sea Echini. Cambridge: University Press. OCLC 1878360.

- General report of the expedition. Cambridge 1906 doi:10.5962/bhl.title.41527

- Hawaiian and other Pacific Echini. Cambridge 1907 - 1917 doi:10.5962/bhl.title.42203

- Echini. The genus Colobocentrotus. Cambridge 1908 doi:10.5962/bhl.title.48983

- The shore fishes. Cambridge 1911 doi:10.5962/bhl.title.39787

## Abreviatura (zoología)
La abreviatura A. Agassiz  se emplea para indicar a Alexander Agassiz como autoridad en la descripción y taxonomía en zoología.